# 上利別駅

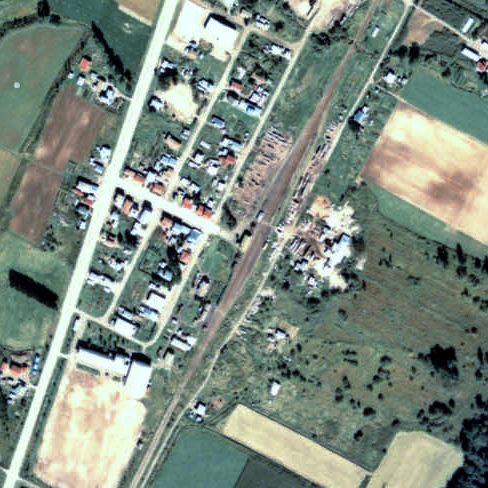
1977年、国鉄池北線時代の上利別駅と周囲500 m範囲。上が北見方面。

上利別駅（かみとしべつえき）は、北海道足寄郡足寄町上利別本町20-11にあった北海道ちほく高原鉄道ふるさと銀河線の駅である。国鉄・JR北海道池北線時代の電報略号はカト。事務管理コードは▲110509。

## 歴史
仙美里駅と共に、かつて陸軍軍馬補充部十勝支部（バロン西が一時期勤務していた）の最寄駅であった。そのため、両駅共に将官・皇族・大臣等、貴賓の送迎を考慮して大きな駅舎が建てられ、かつての車寄せの名残で駅前が広かった。

### 年表
- 1910年（明治43年）9月22日：鉄道院網走線池田駅 - 淕別駅（→陸別駅）間開業にともない開業[4]。（一般駅）[5]。
- 1911年（明治44年）11月18日：線名改称。池田 - 網走間を網走本線とする。
- 1935年（昭和10年）11月：駅舎を改築する[6]。
- 1949年（昭和24年）6月1日：公共企業体である日本国有鉄道に移管。
- 1961年（昭和36年）4月1日：路線の呼称変更により[7]、池北線の駅となる。
- 1977年（昭和52年）4月28日：無人駅（運転要員のみ配置）となる[8]。貨物・荷物取扱いを廃止するとともに、旅客業務を無人化。
- 1987年（昭和62年）4月1日：国鉄分割民営化により北海道旅客鉄道（JR北海道）に継承される[1]。
- 1989年（平成元年）6月4日：特定地方交通線に選定されていた池北線の転換に伴い北海道ちほく高原鉄道に継承される[9][10]。
- 1997年（平成9年）3月1日：無人駅となる[11]。
- 2006年（平成18年）4月21日：ふるさと銀河線の廃線に伴い駅が廃止される。駅舎は足寄町の所有となる。
- 2015年（平成27年）秋：暴風雨により駅舎屋根が破損。
- 2016年（平成28年）4月 - 6月：駅舎が解体される[12]。解体後、部材は旧深名線沼牛駅の修繕に活用された[13]。

### 駅名の由来
利別川の上流にあるため。

## 駅構造
相対式ホーム2面2線を有する地上駅であった。木造駅舎を持ち、これに足寄高等学校の生徒による絵が書かれていた。

## 駅周辺
上利別の集落があり、商店等も存在した。製材所が駅のそばにあった。
- 北海道道621号足寄原野上利別停車場線
- 国道242号
- 本別警察署上利別駐在所
- 上利別郵便局
- 十勝バス「上利別」停留所

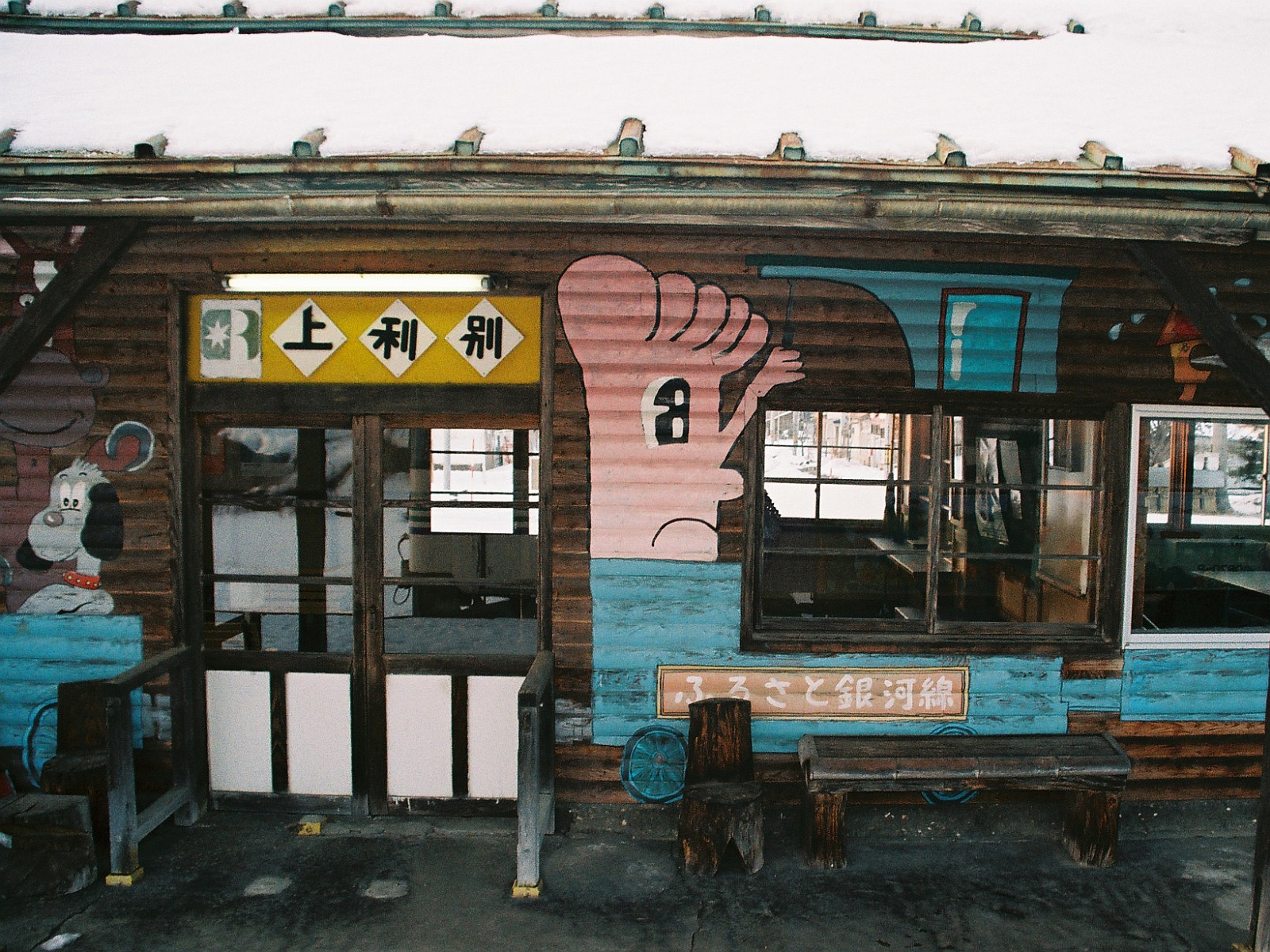
駅舎に描かれていたイラスト（2004年1月）
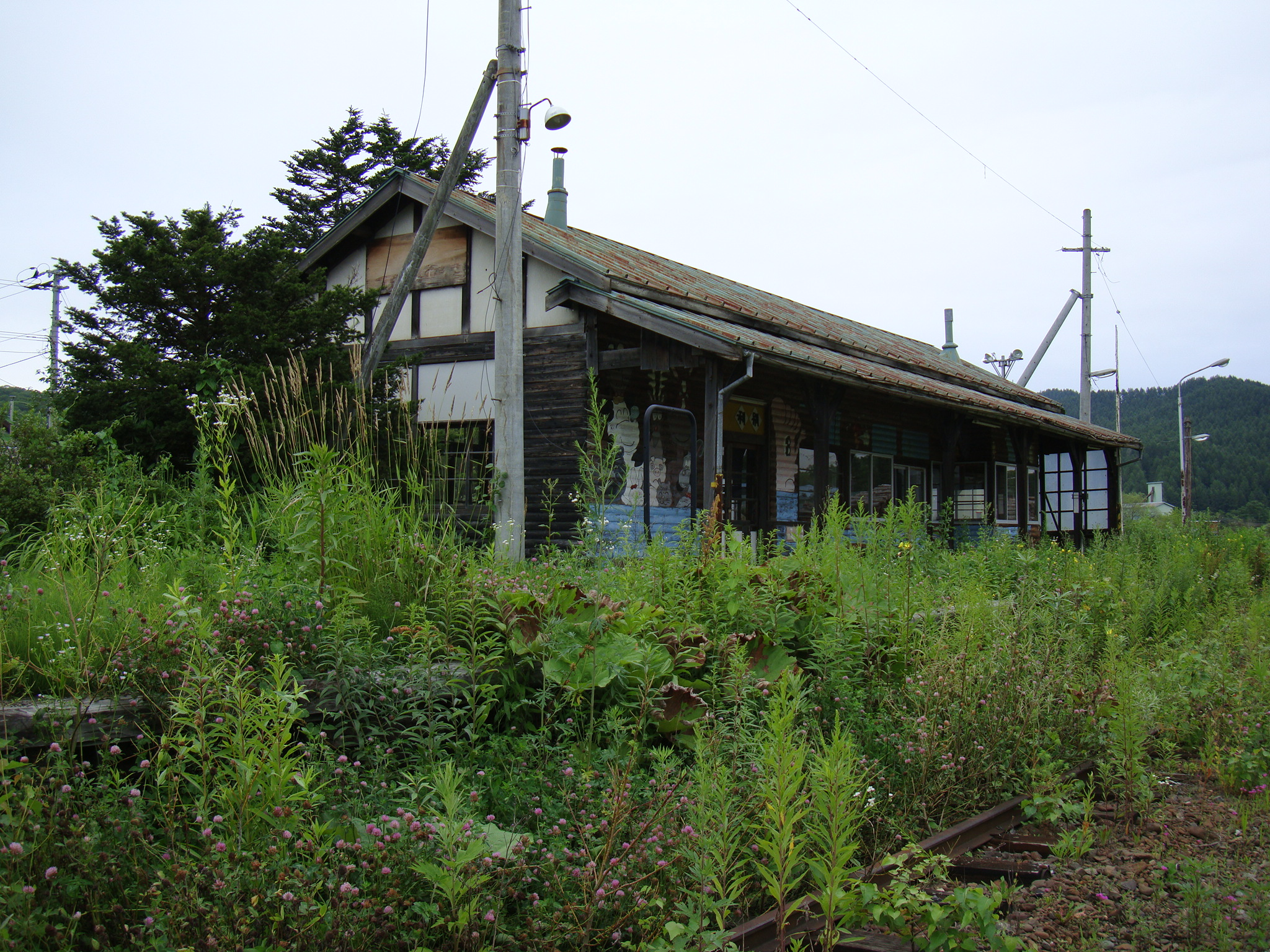
2009年7月現在のホーム側。線路が残る
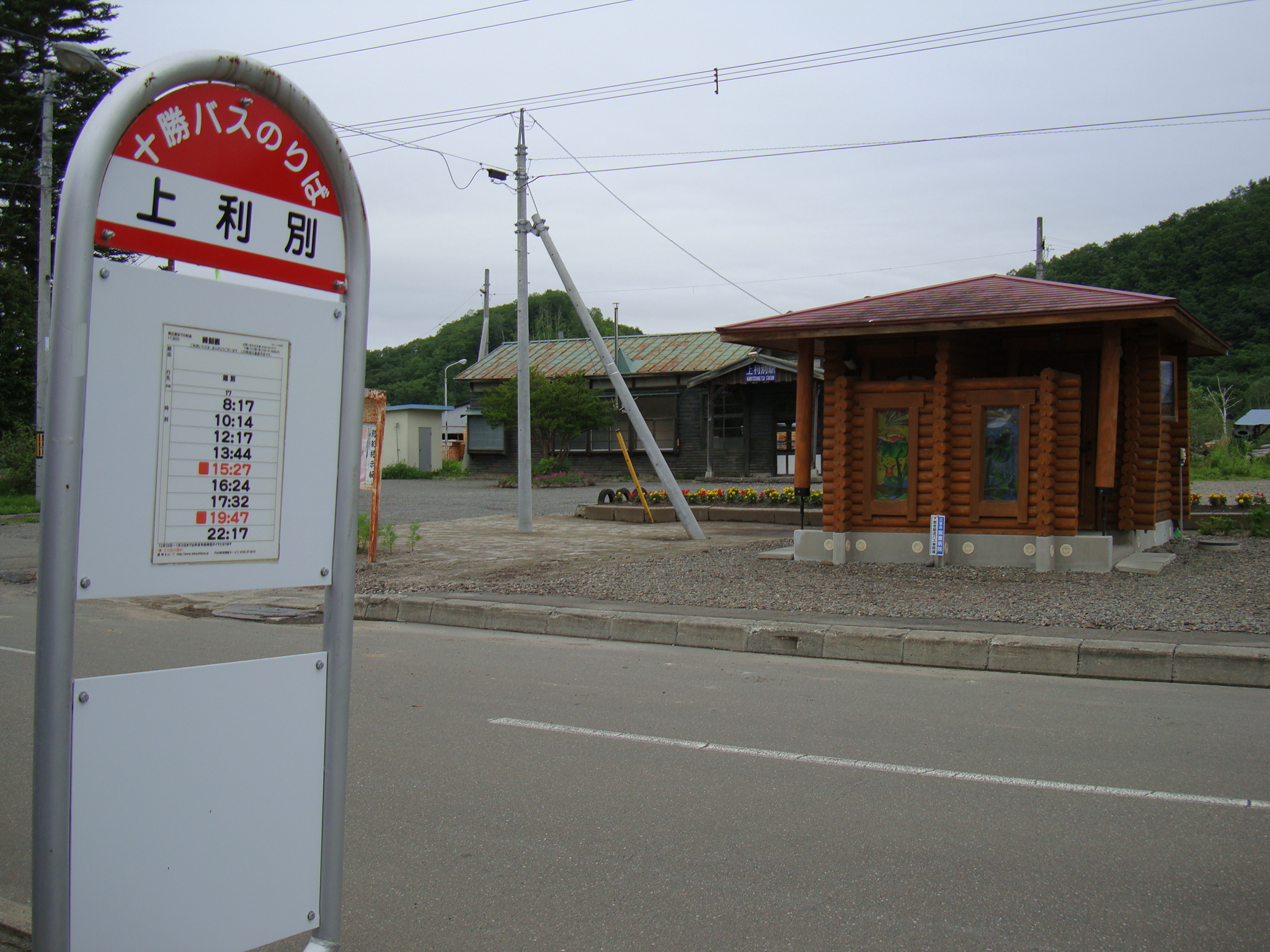
代替バスは国道から外れ駅前に乗り入れる
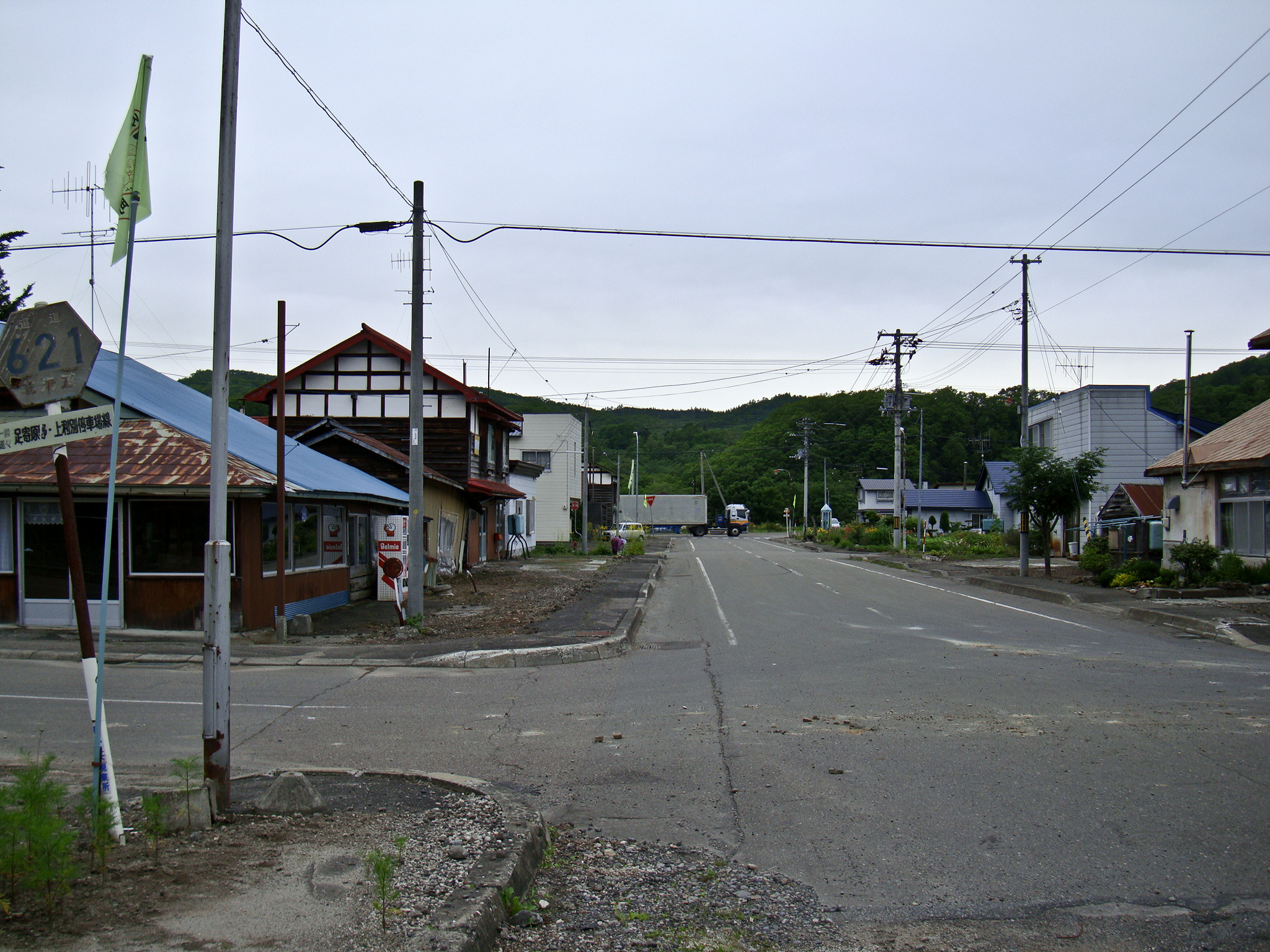
旧上利別駅より国道242号分岐間

## 隣の駅
北海道ちほく高原鉄道
ふるさと銀河線
塩幌駅 - 上利別駅 - 笹森駅